# Barra do Jacaré
Barra do Jacaré ist ein brasilianisches Munizip im Norden des Bundesstaats Paraná. Es hat 2493 Einwohner (2022), die sich Barrenser nennen. Seine Fläche beträgt 116 km². Es liegt 439 Meter über dem Meeresspiegel.

## Etymologie
Der Name Barra do Jacaré rührt daher, dass die Gemeinde durch den Rio Jacaré von Santo Antônio da Platina abgegrenzt ist. Barra bedeutet Schwemmland und als Jacaré wird der Alligator bezeichnet.

## Geschichte

### Besiedlung
Barra do Jacaré umfasste eine Fläche von schätzungsweise 1200 Alqueires (knapp 30 km²), die verschiedene Namen trugen, wie Fazenda Dourada, Água do Barreiro und Barra do Jacaré. Das gesamte Gebiet gehörte zur Comarca de São José da Boa Vista.
Die Besiedlung begann 1881, als sich José Pedro Lopes mit seiner Familie aus Minas Gerais hier niederließ. Im Jahr 1904 ergriff Oberst Joaquim Batista die Initiative, um die Besitzverhältnisse zwischen Landbesetzern (Posseiros) und Großgrundbesitzern im Bereich zwischen den Gemeinden Jacarezinho und Itambaracá zu klären. Die Ergebnisse waren jedoch nicht zufriedenstellend. Im Jahr 1922 wurden die Besitzrechte zugunsten der jeweiligen Besetzer legalisiert. 1936 wurde Barra do Jacaré zu einer kleinen Siedlung mit einer einfachen Kapelle.

### Erhebung zum Munizip
Barra do Jacaré wurde durch das Staatsgesetz Nr. 4810 vom 24. Januar 1964 aus Jacarezinho ausgegliedert und in den Rang eines Munizips erhoben. Es wurde am 19. Dezember 1964 als Munizip installiert.

## Geografie

### Fläche und Lage
Barra do Jacaré liegt auf dem Terceiro Planalto Paranaense (der Dritten oder Guarapuava-Hochebene von Paraná). Seine Fläche beträgt 116 km². Es liegt auf einer Höhe von 439 Metern.

### Vegetation
Das Biom von Barra do Jacaré ist Mata Atlântica.

### Klima
In Barra do Jacaré herrscht tropisches Klima. Im Sommer fallen deutlich mehr Niederschläge als im Winter. Die Klimaklassifikation nach Köppen und Geiger lautet Aw. Im Jahresdurchschnitt liegt die Temperatur bei 22,1 °C. Innerhalb eines Jahres gibt es 1339 mm Niederschlag.

### Gewässer
Barra do Jacaré liegt im Einzugsgebiet des Rio das Cinzas. Dessen rechter Nebenfluss Rio Jacaré bildet die südliche Grenze des Munizips.

### Straßen
Barra do Jacaré liegt an der PR-092 von Jaguariaíva nach Andirá und zum Paranapanema am Kraftwerk Canoas II.

### Nachbarmunizipien
| Andirá       |                                             | Cambará                  |
| Bandeirantes | Kompassrose, die auf Nachbargemeinden zeigt | Jacarezinho              |
|              |                                             | Santo Antônio da Platina |

## Stadtverwaltung
Bürgermeister: Edimar de Freitas Alboneti, DEM, (2021–2024)

## Demografie

### Bevölkerungsentwicklung
| Jahr | Einwohner | Stadt | Land |
| ---- | --------- | ----- | ---- |
| 1970 | 6.661     | 13 %  | 87 % |
| 1980 | 4.005     | 26 %  | 74 % |
| 1991 | 3.151     | 44 %  | 56 % |
| 2000 | 2.723     | 62 %  | 38 % |
| 2010 | 2.727     | 68 %  | 32 % |
| 2022 | 2.493     |       |      |

Quelle: IBGE (2011) und Volkszählung 2022

### Ethnische Zusammensetzung
| Gruppe * | 1991    | 2000    | 2010    | wer sich als …                                                                   |
| --- | ------- | ------- | ------- | -------------------------------------------------------------------------------- |
| Weiße | 71,1 %  | 75,8 %  | 77,6 %  | weiß bezeichnet                                                                  |
| Schwarze | 1,7 %   | 2,7 %   | 4,5 %   | schwarz bezeichnet                                                               |
| Gelbe | 0,3 %   | 0,6 %   | 0,7 %   | von fernöstlicher Herkunft wie japanisch, chinesisch, koreanisch etc. bezeichnet |
| Braune | 26,8 %  | 20,3 %  | 17,2 %  | braun oder als Mischung aus mehreren Gruppen bezeichnet                          |
| Indigene | 0,0 %   | 0,5 %   | 0,0 %   | Ureinwohner oder Indio bezeichnet                                                |
| ohne Angabe | 0,0 %   | 0,2 %   | 0,0 %   |                                                                                  |
| Gesamt | 100,0 % | 100,0 % | 100,0 % |                                                                                  |
| *) Das IBGE verwendet für Volkszählungen ausschließlich diese fünf Gruppen. Es verzichtet bewusst auf Erläuterungen. Die Zugehörigkeit wird vom Einwohner selbst festgelegt. |         |         |         |                                                                                  |

Quelle: IBGE (Stand: 1991, 2000 und 2010)